# 艾哈邁德·庫圖庫
艾哈邁德·庫圖庫（德語：Ahmed Kutucu；2000年3月1日—）是一位土耳其足球運動員，在場上的位置是中前鋒。現效力於土超球會加拉塔沙雷，土耳其國家足球隊成員。

## 俱樂部生涯
2021年1月21日，庫圖庫從沙爾克04外借加入了荷甲球會赫拉克勒斯，直到賽季結束。

## 外部連結
- Soccerway資料庫：艾哈邁德·庫圖庫